# Juan Goñi
Juan Randolfo Goñi Swiderski (Rancagua, 29 de octubre de 1919-Santiago, 27 de junio de 1998) fue un abogado, empresario y dirigente de fútbol chileno.

## Biografía
Estudió en el Instituto Inglés de Rancagua y en la Escuela Naval Arturo Prat, desde donde egresó en 1940. Posteriormente estudió derecho en la Pontificia Universidad Católica de Chile, titulándose de abogado.
Fue director de La Nación entre 1966 y 1967.

## Dirigente deportivo
Dirigió la Asociación Central de Fútbol en dos oportunidades: la primera entre 1955 y 1956, y la segunda entre 1959 y 1961. Fue uno de los organizadores chilenos de la Copa Mundial de Fútbol de 1962, junto con Carlos Dittborn, Juan Pinto Durán y Ernesto Alvear.
Tras el mundial ocupó el cargo de presidente de la Federación de Fútbol de Chile en cuatro periodos: 1962-1964, 1966-1968, 1970 y 1979. Fue el primer vicepresidente de la FIFA y de la Confederación Sudamericana de Fútbol. Posteriormente fue homenajeado como vicepresidente vitalicio de la FIFA.
Un día tras su fallecimiento, el 28 de junio de 1998, se le rindió un minuto de silencio en el partido entre las selecciones de Brasil y Chile por los octavos de final de la Copa Mundial de Francia 1998.